# Ближний (Краснодарский край)
Ближний — посёлок в Ленинградском районе Краснодарского края Российской Федерации.
Входит в состав Новоуманского сельского поселения.

## Население
| 2002 | 2010 |
| ---- | ---- |
| 77   | ↗276 |

- ул. Тополиная.